# Buchenberg (Frauensee)
Der vollständig bewaldete Buchenberg hat eine Gipfelhöhe von 366 m ü. NN und zählt zum Frauenseer Forst. Er befindet sich in der Gemarkung von Springen im Wartburgkreis in Thüringen.
Am Buchenberg wurde schon vor dem Ersten Weltkrieg ein Gebäudekomplex der Gewerkschaft Heiligenroda, Schacht I. errichtet. Während des Zweiten Weltkrieges wurde ein Außenlager des KZ Buchenwald errichtet, in dem Kriegsgefangene in dieser von der Wintershall AG übernommenen Schachtanlage arbeiten mussten. An die Leiden der Opfer erinnert ein Gedenkstein bei dem Verwaltungsgebäude, das heute vom Wartburgkreis als Tierheim genutzt wird.